# Johann Wilhelm Petersen (Theologe)

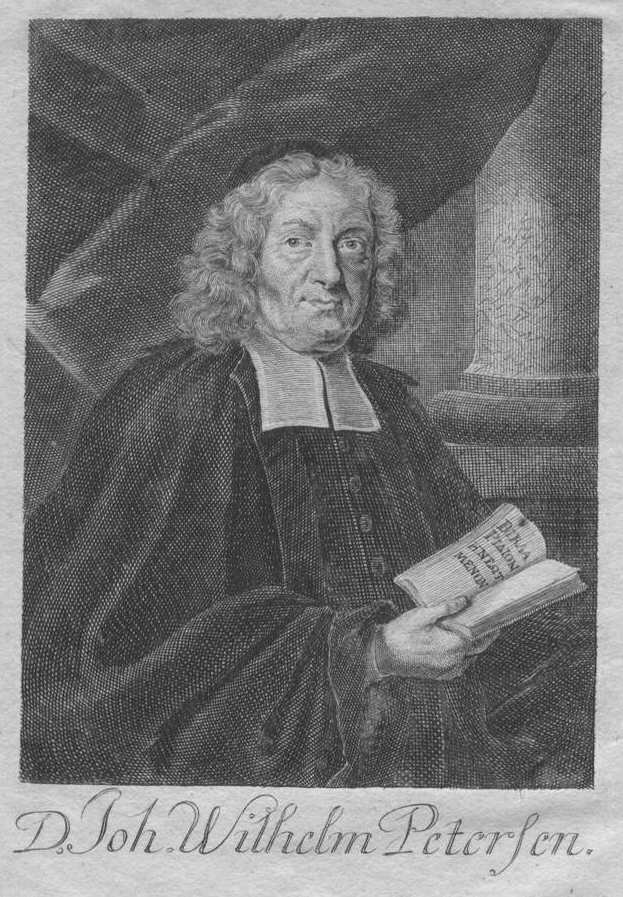
Johann Wilhelm Petersen, Kupferstich von 1717

Johann Wilhelm Petersen (* 1. Juli 1649 in Osnabrück; † 31. Januar 1727 auf dem Gut Thymern (Thümern) bei Lübars (Möckern)) war ein deutscher Theologe, Mystiker und Chiliast. Er wird dem radikalen Pietismus zugerechnet.

## Leben

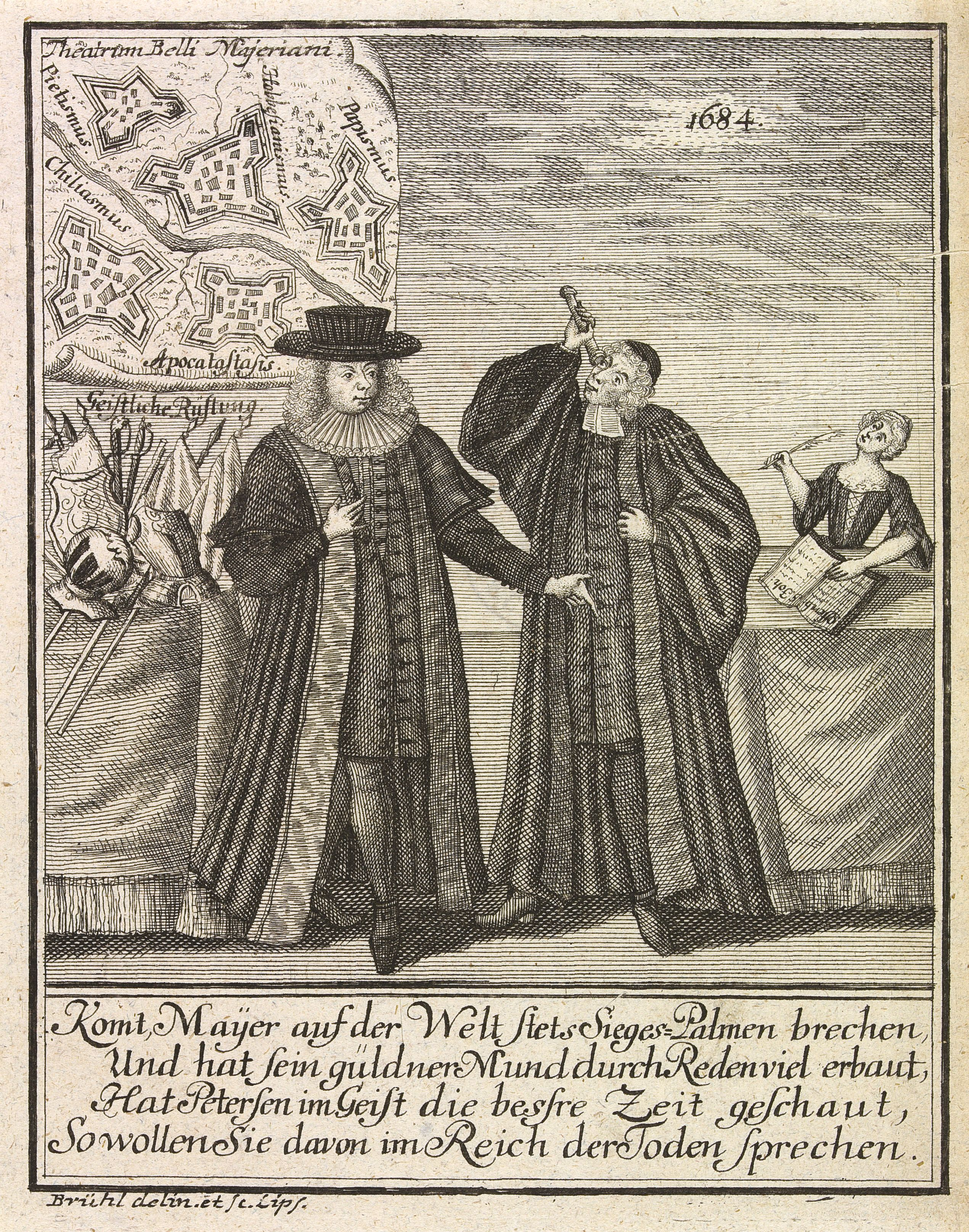
Karikatur auf Petersen und Johann Friedrich Mayer

Johann Wilhelm Petersens Vater Georg Petersen († 1691) stammte aus Tönning. Als Notar gehörte er von 1643 bis 1649 zur Gesandtschaft des Lübecker Syndicus David Gloxin bei den Verhandlungen um die Westfälischen Frieden in Osnabrück. Dort heiratete er Magdalene Praetorius, die Tochter des dortigen Pastors.
Johann Wilhelm Petersen wuchs in Lübeck auf und besuchte das Katharineum zu Lübeck. Schon als Schüler schrieb Petersen 1668 ein Hochzeitsgedicht für Dietrich Buxtehude. Dieser vertonte später Petersens O wie selig sind, die zu dem Abendmahl des Lammes berufen sind in einer Kantate (BuxWV 90). Es wird neuerdings angenommen, dass Petersen auch das Libretto der Abendmusik Buxtehudes von 1678 Die Hochzeit des Lammes verfasste.
Er studierte Theologie in Gießen, Rostock, Leipzig, Wittenberg und Jena. Im November 1671 kam er an die Universität Rostock, wo er  – nach seiner Promotion zum Magister in Gießen im Frühjahr 1672 in absentia und seiner Aufnahme in die Philosophische Fakultät in Rostock – auch den Vorsitz bei Disputationen führte. In Gießen, wohin er zum Jahreswechsel 1672/73 zurückkehrte, hielt er auch  rhetorische und naturrechtliche Vorlesungen. Seit 1675 war er mit Philipp Jakob Spener in Frankfurt am Main befreundet. Durch ihn gewann er Zugang zum Pietismus.
1677 erhielt Petersen zunächst eine Poetikprofessur in Rostock und wurde dann Pastor an der Aegidienkirche zu Hannover, jedoch schon im folgenden Jahr zum Hofprediger und Superintendent des Hochstifts Lübeck in Eutin berufen. 1686 wurde er in Rostock promoviert. Von 1688 bis 1692 war er Superintendent in Lüneburg.
1680 heiratete er, damit Standesschranken überschreitend, die adelige Johanna Eleonora von Merlau. Die beiden wurden von Philipp Jakob Spener getraut. Gemeinsam mit ihr entwickelte er eine eigenständige, radikale Spiritualität in Affinität zu extravaganten Formen pietistischer Mystik, die zum ersten Mal im 1685 veröffentlichten Spruchkatechismus zu Tage trat. Später geriet er wegen seines Eintreten für den Chiliasmus und wegen seiner Verbindungen zu der Visionärin Rosamunde Juliane von der Asseburg mit seinen Amtsbrüdern in Konflikt. Er wurde im Januar 1692 seines Amtes enthoben und musste Lüneburg verlassen.
Den Rest seines Lebens verbrachte er als theologischer Schriftsteller, in enger Arbeitsgemeinschaft mit seiner Ehefrau, auf seinen Gütern in Niederndodeleben bei Magdeburg, ab 1724 im heute nicht mehr existierenden Thymern (Thümern) in der Nähe von Groß Lübars und unternahm mehrere Reisen zu seinen Anhängern.

## Lehre
Petersens Lehre radikalisierte sich ausgehend vom Spenerschen Pietismus. Über den  Chiliasmus kam er seit 1695 zu einer Apokatastasislehre. Demnach wurde das Böse über tausend Jahre hinweg nicht nur in einem, sondern gleich in den drei Reiche der Buße, der Gnade und Glorie  geläutert und überwunden. Diesen Ansatz wertete Gottfried Wilhelm Leibniz als interessanten theologischen Entwurf zur Theodizeefrage.
„Die Wiedererbringung aller Dinge“ war für Petersen Anlass zu vielen Reisen: Er wollte diese Erkenntnis, die Gott in seiner Gnade ihm und seiner Frau gegeben habe, so weit wie möglich verbreiten. Allerdings gab es auch Pietisten, die sich von dieser Lehre explizit distanzierten (z. B. Johann Friedrich Corvinus). Spener hat keine Stellung zur „Wiedererbringung aller Dinge“ in Predigten oder Schriften genommen. Spener versprach Petersen, nichts dagegen zu schreiben, weil er auch hoffe, dass Gott am Ende die ganze Welt rette. Nichtsdestotrotz kann diese Lehre der Allversöhnung als inhaltliche Trennung vom kirchlichen Pietismus (Spener, Francke) gewertet werden, auch wenn weiterhin persönliche Kontakte bestanden. Sein engagiertes Eintreten für visionäre Ekstatikerin Rosamunde Juliane von der Asseburg führte zum Verlust seines kirchlichen Amts. Insgesamt machte er sich für das Recht der Frauen auf öffentliche Bibelauslegung stark.

## Werke (Auswahl)
- Urania qua opera Dei magna. Frankfurt/Leipzig 1720, urn:nbn:de:gbv:9-g-140006.